# Panjin
Panjin (forenklet kinesisk: 盘锦; traditionel kinesisk: 盤錦; pinyin: Pánjǐn; Wade-Giles: P'án-chǐn) er en by på præfekturniveau i provinsen Liaoning i Kina. Præfekturet har et areal på 	4.084 km² og en befolkning på 1.280.000 mennesker (2004).
Panjin ligger i den sydlige del af provinsen, ved floden Liao Hes sydlige løb. Erhvervslivet er præget af petrokemisk industri.

## Administrative enheder
Bypræfekturet Panjin har jurisdiktion over 2 distrikter (区 qū) og 2 fylker (县 xiàn).
| Kort             | Kort        | Kort     | Kort           | Kort                   | Kort        | Kort      |
| ---------------- | ----------- | -------- | -------------- | ---------------------- | ----------- | --------- |
| Kort over Panjin |             |          |                |                        |             |           |
| #                | Navn        | Hanzi    | Pinyin         | Befolkning (2003 est.) | Areal (km²) | Indb./km² |
| Distrikter       |             |          |                |                        |             |           |
| 1                | Xinglongtai | 兴隆台区 | Xīnglóngtái Qū | 380.000                | 194         | 1.959     |
| 2                | Shuangtaizi | 双台子区 | Shuāngtáizi Qū | 190.000                | 62          | 3.065     |
| Amter            |             |          |                |                        |             |           |
| 3                | Dawa        | 大洼县   | Dàwā Xiàn      | 390.000                | 1.683       | 232       |
| 4                | Panshan     | 盘山县   | Pánshān Xiàn   | 290.000                | 2.145       | 135       |

41°07′N 122°03′Ø / 41.117°N 122.050°Ø